# Krásná Lípa
Krásná Lípa (niem. Schönlinde) – miasto w Czechach, w kraju ujskim. Według danych z 31 grudnia 2003 powierzchnia miasta wynosiła 3139 ha, a liczba jego mieszkańców 3666 osób.
W okresie międzywojennym produkowano tam m.in. motocykle Böhmerland (Čechie).

## Demografia
| Rok             | 1970  | 1980  | 1991  | 2001  | 2003  |
| --------------- | ----- | ----- | ----- | ----- | ----- |
| Liczba ludności | 3 938 | 3 819 | 3 381 | 3 639 | 3 666 |

Źródło: Czeski Urząd Statystyczny